# Католицька церква в Нігерії
Като́лицька це́рква в Ніге́рії — друга християнська конфесія Нігерії. Складова всесвітньої Католицької церкви, яку очолює на Землі римський папа. Керується конференцією єпископів. Станом на 2004 рік у країні нараховувалося близько 17 906 000 католиків (14,38% від усього населення). Існувало 50 діоцезій, які об'єднували 2041 церковних парафій.  Кількість  священиків — 4437 (з них представники секулярного духовенства — 3678, члени чернечих організацій — 759), постійних дияконів — 6, монахів — 1938, монахинь — 3716.